# Benedetto Capomazza di Campolattaro
Benedetto Capomazza di Campolattaro (Napoli, 29 gennaio 1903 – Roma, 15 luglio 1991) è stato un diplomatico italiano.
È stato ambasciatore d'Italia in Eritrea, Israele e Svezia.

## Biografia
Figlio di Maria de Ruggiero Capomazza di Campolattaro e del marchese Carlo Emilio Capomazza di Campolattaro. Il 4 aprile 1939 sposò, a New Orleans, Betty Frances Hardie Capomazza (nata nel 1908 a New Orleans e morta nel 1990).
Prima della seconda guerra mondiale entrò nel servizio diplomatico e prestò servizio  in Albania, in Algeria e in Danimarca. Nel maggio 1939 fu destinato all'ambasciata d'Italia a Washington, DC fino a quando fu nominato ministro plenipotenziario a Londra, dove il 22 Settembre 1939 fu sostituito da Giuseppe Bastianini.
Dal 1947 al 1951 fu incaricato d'affari a Madrid. Nel 1951 fu ambasciatore ad Asmara in Eritrea. Dal 16 Dal dicembre 1953 al 1958 fu ambasciatore a Tel Aviv.  Dal 1962 al 1968 fu ambasciatore a Stoccolma.
Il 1 febbraio 1968 cessò dal servizio diplomatico per raggiunti limiti di età.
Dopo il suo pensionamento è stato Presidente di Honeywell International in Italia per diversi anni e ha fatto parte del consiglio di amministrazione di Alitalia dal 1976 al 1979.
Fondò nel 1968 il Circolo di studi diplomatici insieme ad altri colleghi a riposo, tra cui Cristoforo Fracassi Ratti Mentone di Torre Rossano che ne fu il primo presidente, Paolo Vita-Finzi, Antonio Venturini, Carlo Alberto Straneo, Pietro Quaroni, Luca Pietromarchi, Massimo Magistrati, Raimondo Giustiniani, Pellegrino Ghigi e Renato Bova Scoppa.